# Ландри Ноко
Ландри Ноко (Јаунде, 9. април 1994) камерунски је кошаркаш. Игра на позицији центра.

## Каријера

### Колеџ
Након доласка у САД, похађао је средњу школу Монтверде на Флориди, после чега је играо кошарку на универзитету Клемсон. Четири године је играо за Клемсон тајгерсе, од чега је три године био стартер. Године 2016. је уврштен у најбољу дефанзивну петорку Атланске конференције.

### Професионална каријера
Након завршетка колеџа сели се у Италију, где сезону 2016/17. проводи у екипи Пезара. Те сезоне је у Серији А просечно бележио 6,4 поена и 7,1 скокова по мечу.
На старту следеће сезоне потписује уговор са Детроит пистонсима, ради учествовања на тренинг кампу. Након завршетка кампа наступао је за Детроитов други тим Гранд Рапидсе, који се такмичи у НБА развојној лиги. Те сезоне је проглашен за најбољег одбрамбеног играча развојне лиге.
Након тога се опет враћа у Европу, где сезону 2018/19. почиње у турском клубу Сакарија, да би у децембру прешао 2018. у берлинску Албу. Са екипом Албе је освојио титулу првака Немачке у сезони 2019/20.
Дана 29. јуна 2020. потписао је једногодишњи уговор са Црвеном звездом. Ипак, клуб из Београда је 6. септембра исте године објавио да уговор неће бити активиран из медицинских разлога. Након што је добио дозволу лекара да се врати кошарци, Црвена звезда је 25. децембра 2020. поново активирала уговор са Ноком. Са Црвеном звездом је у сезони 2020/21. освојио Јадранску лигу, у којој је изабран за најкориснијег играча финалне серије против Будућности, а потом и титулу првака Србије.
У августу 2021. потписао је једногодишњи уговор са шпанском Басконијом. Почетком јануара 2022. раскинуо је уговор са Басконијом и прешао у Сан Пабло Бургос.

## Успеси

### Клупски
- АЛБА Берлин:
  - Првенство Немачке (1): 2019/20.
  - Куп Немачке (1): 2020.

- Црвена звезда:
  - Првенство Србије (1): 2020/21.
  - Јадранска лига (1): 2020/21.

### Појединачни
- Најкориснији играч плеј-офа Јадранске лиге (1): 2020/21.